# Borchardt C93
Die Borchardt C93 war eine der ersten in nennenswerten Stückzahlen hergestellten Selbstladepistolen. Die Waffe hatte ein einreihiges, 8 Schuss fassendes Stangenmagazin.

## Geschichte und Technik
Die C93 wurde 1893 von Hugo Borchardt entwickelt und bei der Waffenfabrik Ludwig Loewe & Company (später Deutsche Waffen- und Munitionsfabriken AG DWM) in Berlin in Serie gefertigt. Der Kniegelenkverschluss der Waffe wurde dem Maxim-Maschinengewehr entlehnt. Beim Maxim knickte das Gelenk nach unten ab, bei der Borchardt-Pistole nach oben, was Platz schaffte für die Munitionszuführung aus dem im Pistolengriff eingesetzten Magazin und das Nachladen durch Hoch- und Zurückziehen der gerauhten Griffknöpfe am Kniegelenk erlaubt.
Auffälliges Merkmal der Pistole ist das hinten überstehende Verschlussgehäuse. Der Griff ist nahezu im rechten Winkel zur Laufachse angeordnet. Als Zubehör wurde ein hölzerner Anschlagschaft mitgeliefert.
Der bewegliche Teil der Borchardt-Pistole besteht aus dem mit dem Gabelstück verschraubten Lauf; dieses trägt den Verschluss und das Kniegelenk. Das Kniegelenk ist vorne am Verschluss und hinten am Gabelstück angelenkt; ist es überstreckt, so hindert es den Verschluss am Rücklauf. Der hintere Schenkel des Kniegelenks ist über die Achse hinaus verlängert und trägt an seinem hinteren Ende eine Rolle. Nach dem Schuss gleitet das System zurück, bis die Rolle auf eine im hinten überstehenden Gehäuse angebrachte Führungskurve aufläuft, wodurch sie nach unten und der hintere Schenkel des Kniegelenks nach oben gedrückt wird, was die Verriegelung löst. Die Schenkel des Kniegelenks schnappen zusammen und der Verschluss läuft zurück.
In dieser Form war die C93 eine unausgereifte Konstruktion. Bei mehreren Ausschreibungen für militärische Dienstwaffen wurde sie unter folgenden Vorbehalten zurückgewiesen:
- die Waffe war überaus lang und schwer
- ungünstiger Griffwinkel
- zu schwache Patrone

Darüber hinaus war die Fertigung recht aufwendig, daher wurde sie nach 3000 Exemplaren eingestellt.

## Weiterentwicklung
Die eigentliche Bedeutung der Waffe liegt darin, dass sie die Grundlage für eine andere Pistole wurde. Georg Luger stellte die C93 im Auftrag der DWM dem Zeugamt der U.S. Army vor, blieb jedoch erfolglos. Auch nach Versuchen in der Schweiz am 22./23. Juni 1897 wurden Größe und Gewicht der Waffe beanstandet: „Die Waffe hat schon mehr die Dimensionen eines Karabiners und ein entsprechendes Gewicht“. Daraufhin konstruierte Luger sein eigenes Modell, bei dem er die genannten Nachteile behob.
Von diesen heute als Borchardt-Luger 1898 Übergangsmodell bezeichneten Waffen sind nur Abbildungen aus Patentschriften bekannt. Der etwas kompaktere Gelenkverschluss entsprach immer noch dem des Vorgängers mit der hinten angebrachten Rolle, die Schließfeder lag hinter dem Magazin im schrägen Griff. Wie bei der später in Serie hergestellten Parabellum Modell 1900 war sie als Blattfeder ausgeführt.
Von der Parabellum Modell 1900 wurden 5100 Exemplare an die Schweiz verkauft, mit ihren Nachfolgern blieb sie bis 1948 Ordonnanz der Schweizer Armee. Die später im Deutschen Reich eingeführte und noch im Zweiten Weltkrieg verwendete Waffe ist als Pistole 08 bekannt.

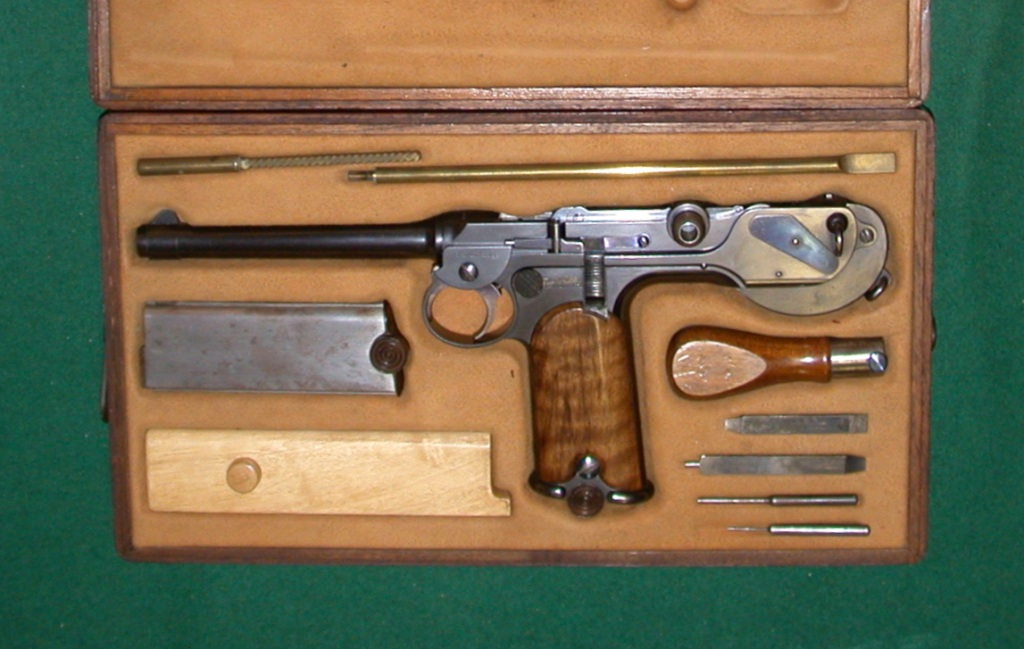
Kurzläufige Borchardt-Pistole im Kasten
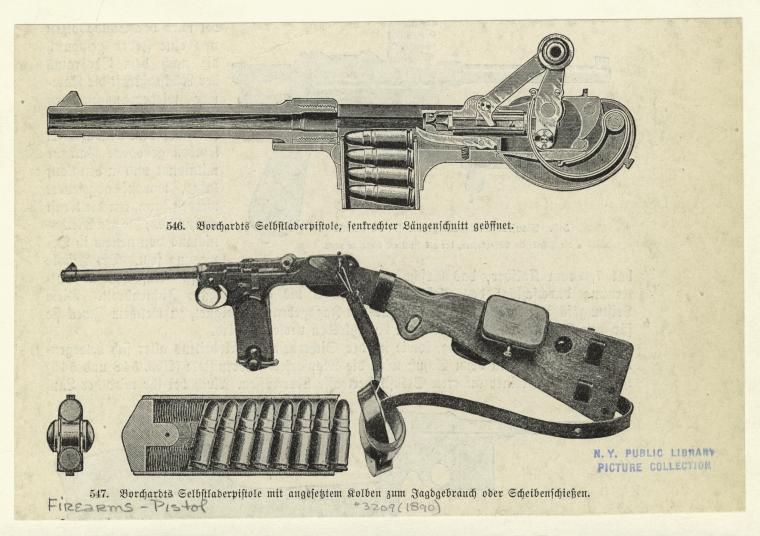
Borchardtpistole, Zubehör
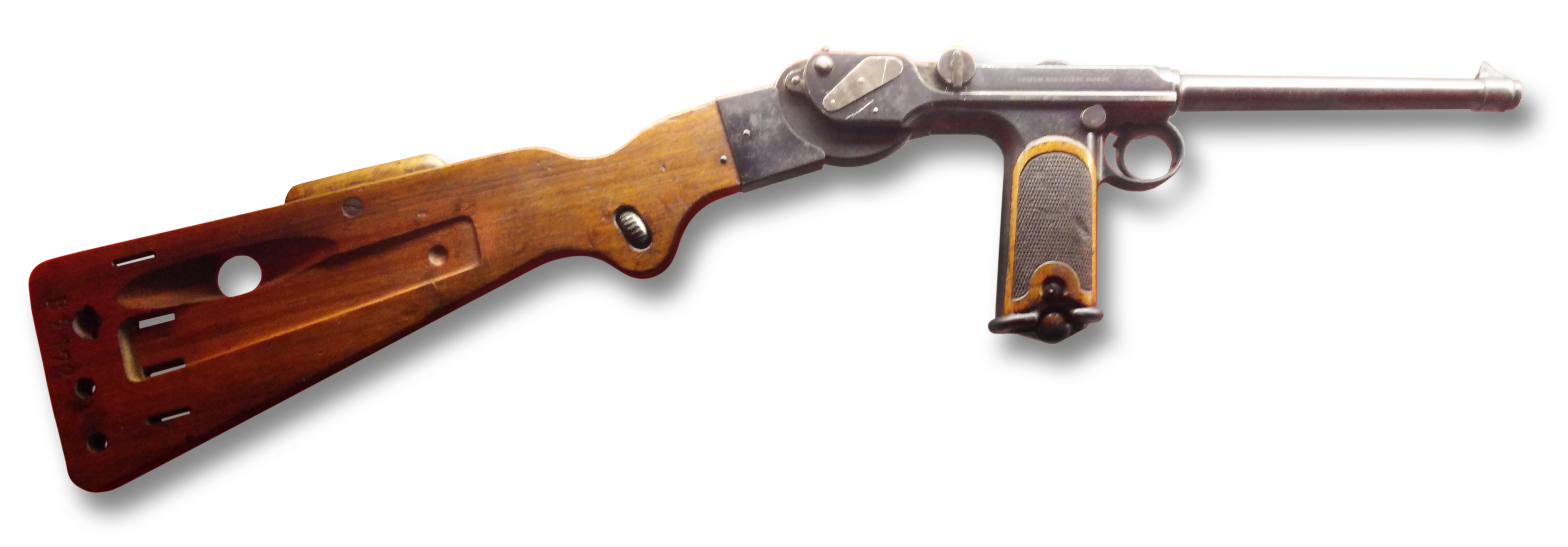
Borchardt C93 mit Anschlagkolben
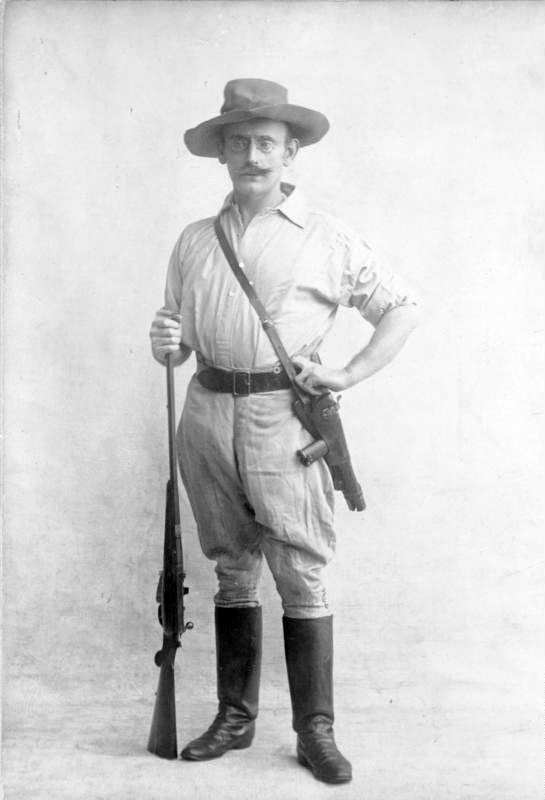
Carl Peters mit Borchardt C-93 am Gurt
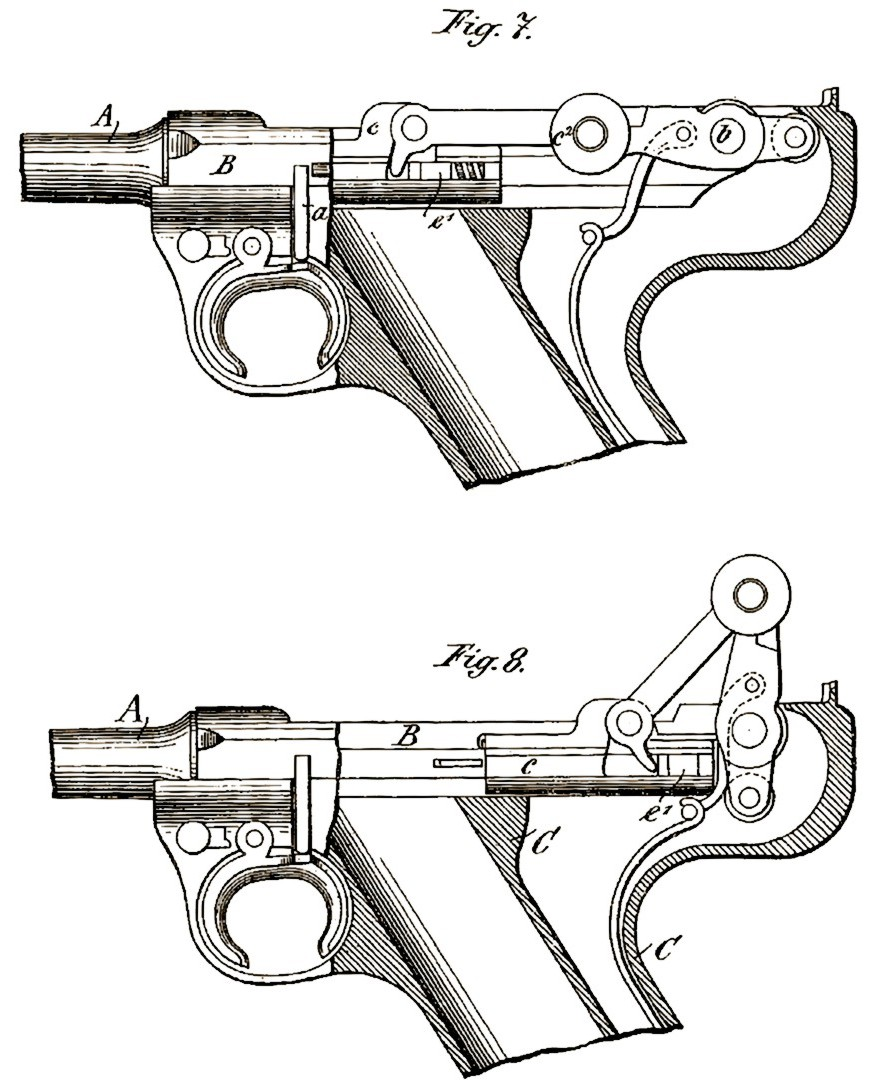
Borchardt-Luger Modell 1898, Bild aus der Patentschrift Nr. 17977 vom 3. Okt. 1898